# 聖求経
聖求経（しょうぐきょう、巴: Pāsarāsi-sutta, パーサラーシ・スッタ、あるいは、巴: Ariyapariyesana Sutta, アリヤパリイェーサナ・スッタ）とは、パーリ仏典経蔵中部に収録されている第26経。
類似の伝統漢訳経典としては、『中阿含経』（大正蔵26）の第204経「羅摩経」や、『本事経』（大正蔵765）がある。
釈迦が、比丘たちに向かって、聖なる道（仏道）の探求について、自身の修行時代や2人の師（アーラーラ・カーラーマ、ウッダカ・ラーマプッタ）に言及しつつ、説いていく。後半は梵天勧請のエピソードが記されている。

## 内容

### 二つの探求
聖なる探求（ariyā pariyesanā）と、聖ならぬ探求の違いを説く。

### 出家に至る経緯
釈迦が、己がいまだ悟りを得ていない時代を回想している。初期の聖ならぬ遍求の日々を告白する。
これらの追求に対して、釈迦は疑問を懐いたのであった。

### 二人の師に師事
アーラーラ・カーラーマおよびウッダカ・ラーマプッタを師としたことが語られる。
その法を成熟したアーラーラ・カーラーマからは、共に教団を運営するよう提案されたが、釈迦は以下の思いが起こり、満足できずに去っている。
ウダカ・ラーマプッタからも教団の後継者になるよう提案されたが、釈迦は以下の思いが起こり立ち去っている。

### 成道
釈迦はウルウェーラーのセーナー町を訪れ、そこで解脱を得、輪廻からの解放を達成した。
しかし悟りを経た直後の釈迦は、当初は教えを説くことに消極的であった。釈迦は、自らが得た法（ダルマ）のことを「流れに逆らうもの（Paṭisotagāmiṃ）」と表現していた。

### 梵天勧請
その心を梵天サハンパティ（sahampatissa）は知り、以下の思いが起こった。
そこで梵天は釈迦の前に現れ、一部の人たちは悟ることができるであろうから、教えを説くよう釈迦へ懇願したのであった（梵天勧請）。
釈迦はそれに応え、その教えを説くことを決意したのであった。

## 日本語訳
- 『南伝大蔵経・経蔵・中部経典1』（第9巻） 大蔵出版
- 『パーリ仏典 中部（マッジマニカーヤ）根本五十経篇II』 片山一良訳 大蔵出版
- 『原始仏典 中部経典1』（第4巻） 中村元監修 春秋社